# Bač
Bač (în maghiară Bács) este un oraș din Serbia.

## Monumente
- Mănăstirea franciscană din Bač, monument cultural de importanță excepțională